# František Srna
František Srna (Svätý Jur, 15 mei 1932 - Bratislava, 6 oktober 1973) was een Slowakisch motorcoureur. 
František Srna nam niet vaak deel aan races op het hoogste niveau, maar was belangrijk als testrijder en ontwikkelaar van de machines van Jawa. Als helper van ingenieur Pavel Husak was hij mede-verantwoordelijk voor de ontwikkeling van de Jawa 350 cc V4. 
Tijdens de Koude Oorlog kwamen coureurs uit het Oostblok nauwelijks toe aan races in het Westen en Srna startte in 1971 en 1972 behalve in nationale wedstrijden alleen in de Grand Prix van Joegoslavië en de Grand Prix van Tsjecho-Slowakije.
In 1973 was hij bezig met de ontwikkeling en het testen van de nieuwe 250- en 350 cc tweecilinder Jawa's. Tijdens een race op het Presburg-circuit in Bratislava viel hij. Onderweg naar het ziekenhuis overleed hij aan zijn verwondingen. 